# 孫哲
孫哲（1494年—16世纪），字用䀲，號吉泉，山西省太原府石州人，明朝官员。

## 生平
由國子生中式戊子山西鄉試第十四名舉人，嘉靖十一年（1532年）壬辰科會試第六十六名，第三甲第一百六十二名進士。吏部观政，授大理寺评事，历升寺正，出为南阳府知府。

## 家族
曾祖孫全，祖孫撝，父孫子文，前母蘇氏；母武氏。慈侍下。兄振；麒（倉官）；賢；良。子繼魯。